# Bodenampel

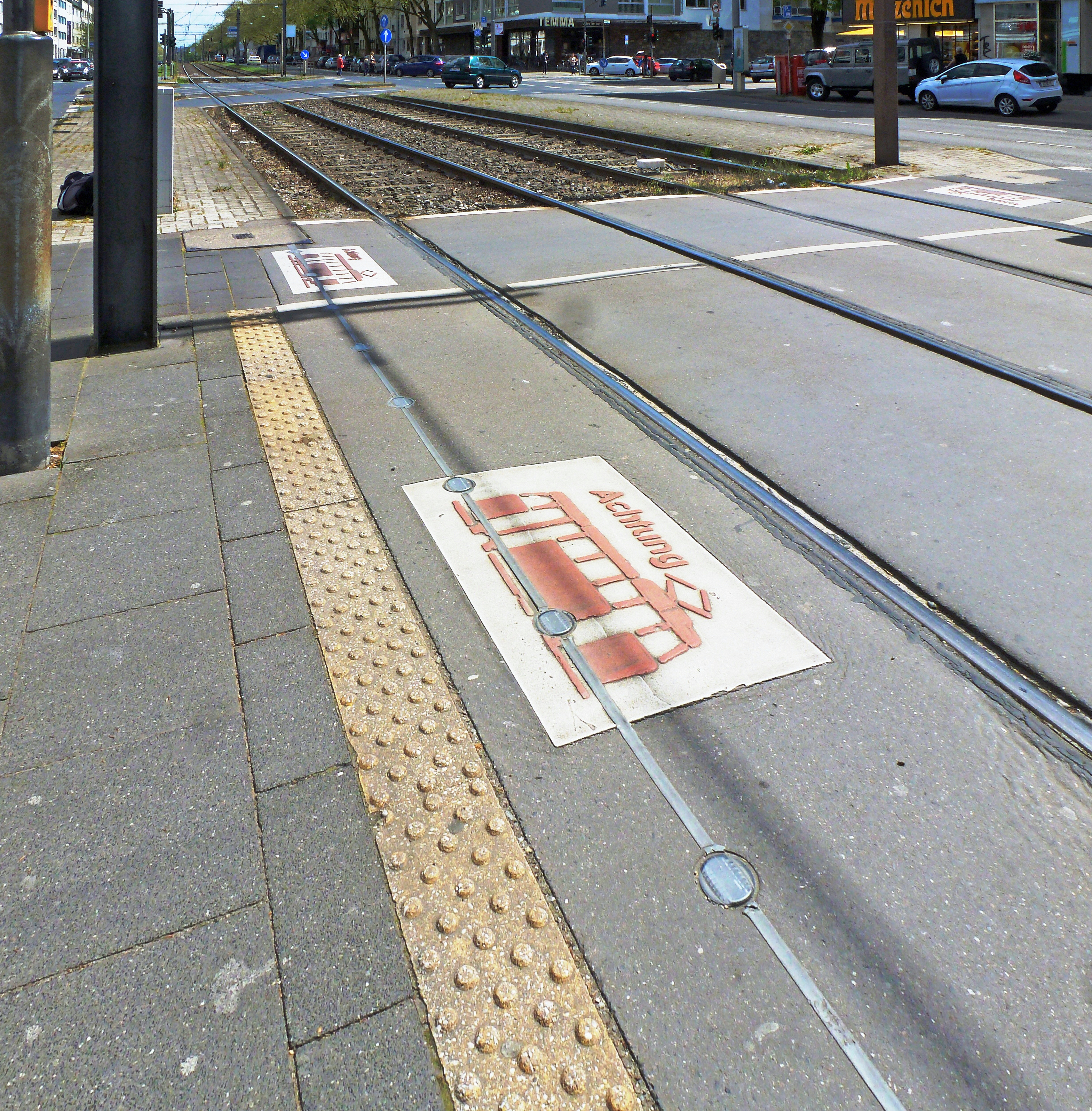
Bodenampel in Köln an der Fußgängerfurt Aachener Straße/Maarweg

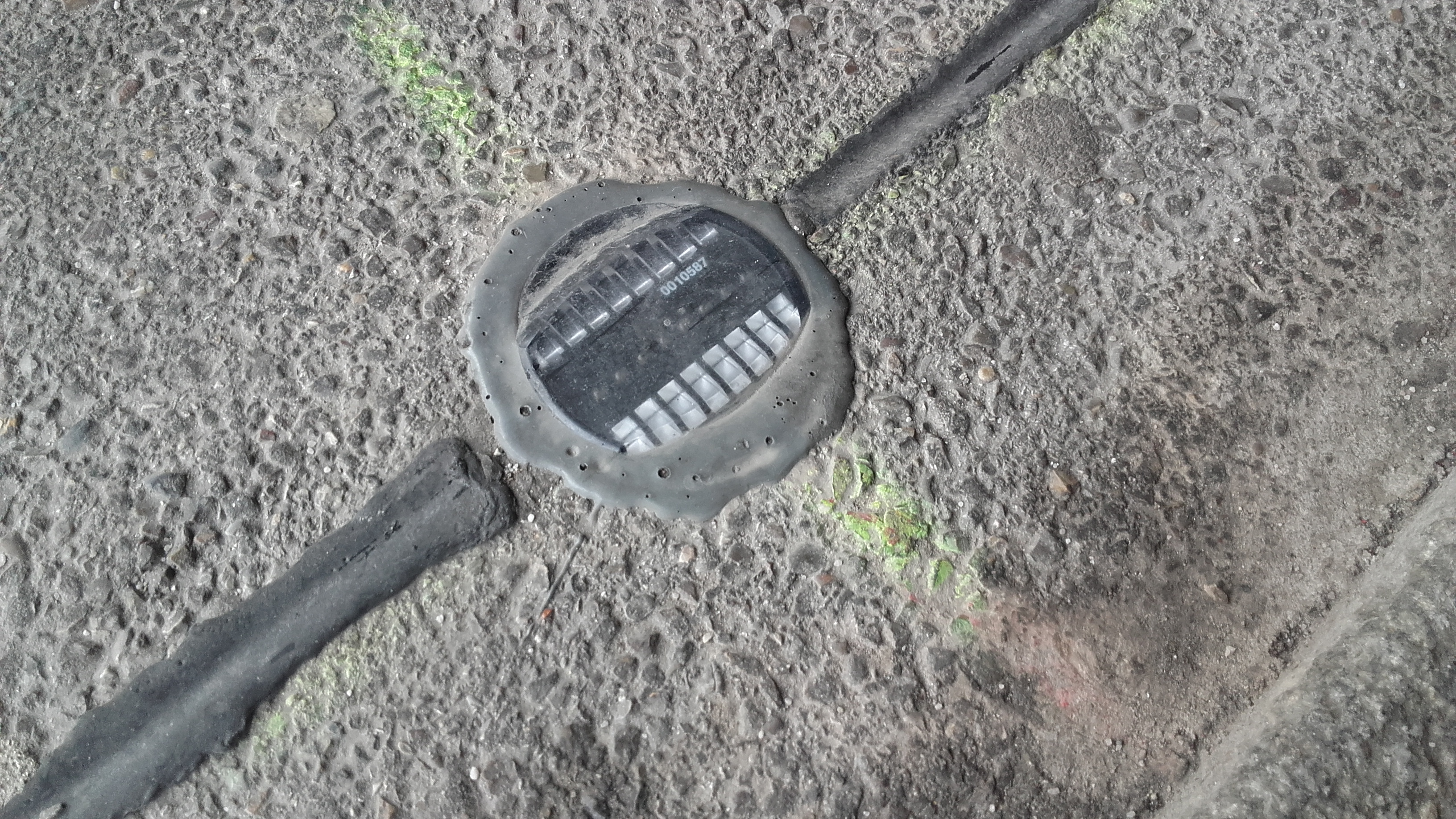
Detailaufnahme Bodenampel (Augsburg)

Bodenampel bezeichnet Ampel-Leuchten, die direkt im Straßen- bzw. Bürgersteigbelag eingelassen sind. Zumeist handelt es sich dabei um Reihen von LED-Leuchten an Fußgängerfurten, unmittelbar vor dem Bordstein. Die Leuchten blinken, sobald sich etwa eine Straßenbahn der Fußgängerfurt nähert, um querende Fußgänger davor zu warnen. Bodenampeln werden abgekürzt auch als Bompel bezeichnet, einem Kofferwort aus Boden und Ampel.
In der Presse wurde vielfach berichtet, dass sie insbesondere Unfälle mit abgelenkten Smartphone-Nutzern verhindern sollen.

## Nutzen
Ende 2010 installierte die Stadtwerke Verkehrsgesellschaft Frankfurt am Main (VGF) bei der A-Strecke der U-Bahn an der Haltestelle Lindenbaum an einem Fußgängerübergang im Boden rote LED-Leuchtstreifen sowie geänderte Lichtzeichen und deutliche Bodenmarkierungen. Seit dem Umbau gab es auf dieser Strecke keinen tödlichen Verkehrsunfall mehr (Stand 2016).
2016 wurde in Köln versuchsweise von den örtlichen Verkehrsbetrieben Bodenampeln im Bereich von Straßenbahnhaltestellen installiert, um sogenannte „Smombies“ (ein Kunstwort, abgeleitet von Smartphonezombies und Jugendwort des Jahres 2015) vor potentiellen Unfällen zu warnen. Wenn diese Versuche erfolgreich verlaufen sollten, plante die Stadt Köln weitere Bodenampeln zu installieren. In Berlin lehnt die Stadtverwaltung die Installation von Bodenampeln jedoch ab. Mittlerweile will auch die Stadt Köln keine weiteren Bodenampeln mehr installieren.
Im April 2016 installierten die Stadtwerke Augsburg in einem Pilotprojekt an den Straßenbahnhaltestellen Haunstetter Straße und der Von-Parseval-Straße Bompeln, um die Verkehrssicherheit an den viel von Studenten frequentierten Stationen zu erhöhen. Diese warnen Fußgänger, insbesondere die bereits erwähnten Smombies, mit zusätzlich in der Straße eingelassenen LED-Lichtern. Wenn sich eine Straßenbahn nähert, blitzen die Lichtstreifen rot, sodass Fußgänger alarmiert werden. Erst das Projekt in Augsburg erfuhr weltweites Interesse. Die internationale Presse, darunter die Washington Post und Yomiuri Shimbun (größte Tageszeitung Japans), berichteten von dem Projekt. Die Idee wurde, teilweise noch im selben Jahr, in anderen Städten wie beispielsweise Sydney in Australien oder San Cugat del Vallès in Spanien ebenfalls übernommen. Die Bodenampeln sind nach wie vor bei den beiden Haltestellen in Augsburg angebracht, jedoch werden keine zusätzlichen mehr geplant. Das Projekt kam zu dem nüchternen Ergebnis, dass die Verkehrssicherheit durch Bodenampeln nicht erhöht werden kann. Jürgen Fergg, Augsburger Stadtwerke-Sprecher, sagte diesbezüglich: "Die Menschen sind aufmerksamer, gehen aber trotzdem bei Rot."
Mittlerweile testen auch andere Städte in Europa die Bodenampeln. So wird in der niederländischen Gemeinde Bodegraven eine Kreuzung mit einer Bodenampel versehen. Auch hier sind die Hauptzielgruppe Smartphone-Nutzer. Ebenfalls wurden Bompeln in der andorranischen Hauptstadt Andorra la Vella im Zuge der Neugestaltung des Innenstadtbereichs als Lichtband eingefügt. Zusätzlich gibt es eine digitale Sekundenanzeige auf der gegenüberliegenden Straßenseite, die anzeigt wann die Lichtzeichenanlage umschaltet.

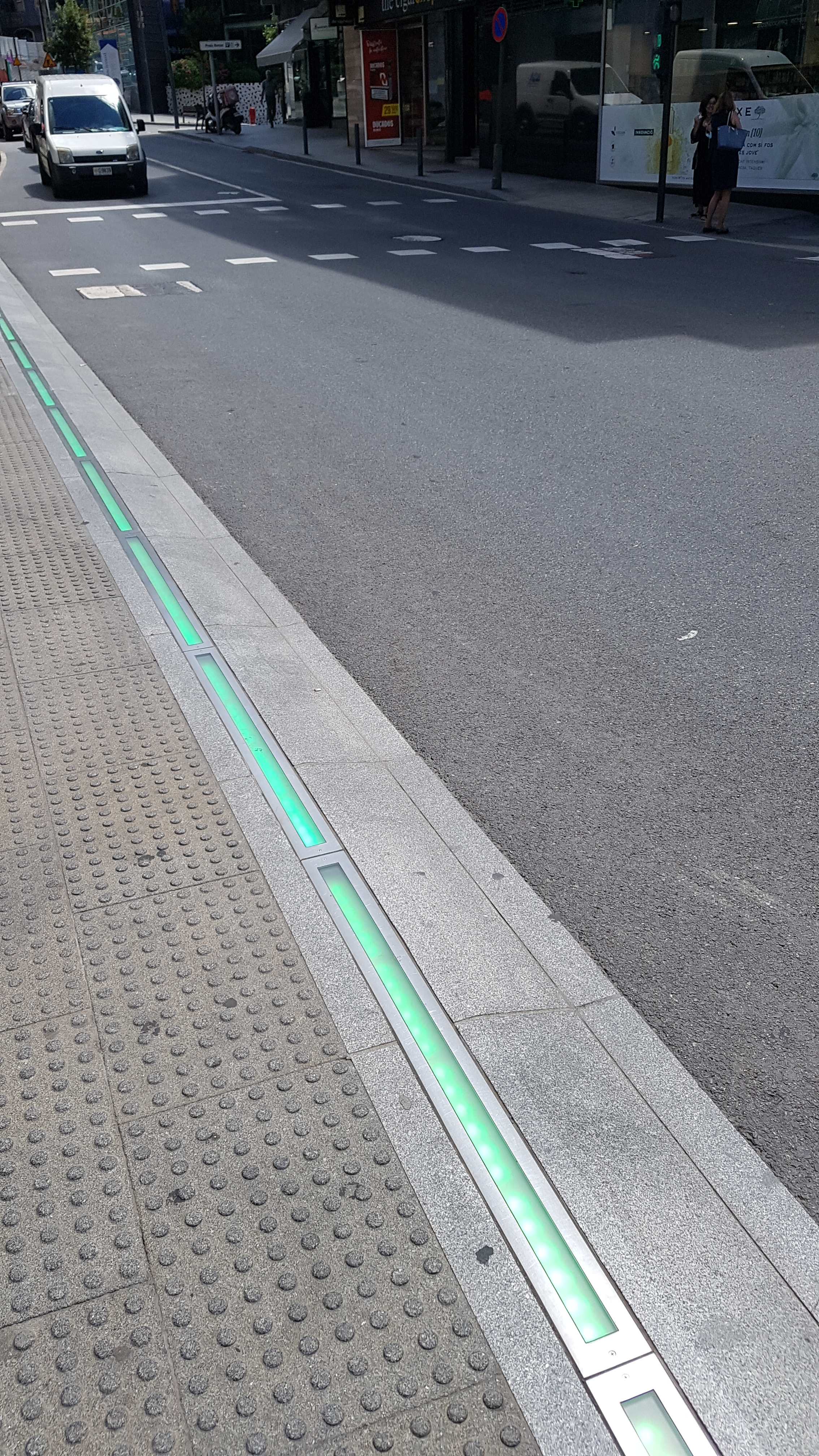
Eine Bodenampel in Andorra la Vella. Hier als Lichtband über die gesamte Straßenbreite ausgeführt.

## Wissenschaftlicher Ansatz
Laut einem Bericht des Forschungsinstitutes Stuva tragen Bodenampeln nicht zur Straßenverkehrssicherheit bei. Die Wissenschaftler zählten in Köln die Zahl der Rotläufer jeweils vor der Installation der Bompeln und danach. Die Rotläuferquote betrug in beiden Fällen über 80 Prozent.
Als Erklärung der Unwirksamkeit von Bompeln sieht Michael Schreckenberg, Professor für Transport und Verkehr der Universität Duisburg-Essen, eine allgemeine Reizüberflutung im Straßenverkehr.